# Marie Grubbe
Marie Grubbe (født ca. 1643, død 1718) var en dansk adelsdame. Hun var datter af Erik Grubbe til herregården Tjele, øst for Viborg, og hendes usædvanlige skæbne har fængslet både historikere, forfattere og læsere siden 1700-tallet.

## Barndom
Marie Grubbe blev født ca. 1643 som datter af det adelige par Erik Grubbe (1605-1692) og Maren Juul (ca. 1608-1647). Hun var den yngste af syv søskende, hvoraf de fem døde som ganske små, ligesom hun mistede sin mor som ganske lille. Hun antages at have levet det meste af sit barndomsliv på Tjele Gods.

## Ægteskaber
Marie Grubbe blev gift tre gange. Første gang i 1660 med Ulrik Frederik Gyldenløve, som hun skiltes fra ved dom efter 10 års ulykkeligt ægteskab og forlydende om flere affærer fra hendes side. I 1673 blev hun gift for anden gang med adelsmanden Palle Dyre. I 1691 blev også dette ægteskab opløst ved dom, hvilket utvivlsomt skyldtes hendes åbenlyse og skandaløse affære med Søren Sørensen Møller, som hun efterfølgende giftede sig med.

### Første ægteskab
Marie Grubbe blev i 1660 gift med Ulrik Frederik Gyldenløve (1638-1704), der var uægte søn af Frederik 3. Fra 1664 var Gyldenløve statholder i Norge, og parret bosatte sig på Akershus. Ægteskabet var ikke lykkeligt. I 1667 blev Grubbe sendt hjem til Tjele Gods af Gyldenløve, der ønskede at blive skilt. Opløsningen af ægteskabet skete i oktober 1670 efter en kommisionsdom, hvorefter begge parter fik tilladelse til at indgå nyt ægteskab, og det blev pålagt Gyldenløve at tilbagebetale Grubbes medgift på 12.000 rigsdaler. Ifølge kommisionsdommen havde Grubbe i løbet af ægteskabet haft et forhold til Gyldenløves sekretær, Joachim Lambert, og franskmanden Blanquefort. Skilsmisseakterne omtaler ikke noget forhold til svogeren Stygge Høg, som en senere tradition har sat hende i forhold til.Medgiften brugte hun på en flerårig udenlandsrejse umiddelbart efter skilsmissen.

### Andet ægteskab
Faderen Erik Grubbe fik i 1673 arrangeret ægteskab mellem Marie Grubbe og adelsmanden Palle Dyre. Parret flyttede ind på herregården Trinderup ved Hobro, og i midten af 1680'erne flyttede de ind på herregården Tjele. Her indledte Marie Grubbe kort efter et forhold til Søren Sørensen Møller, der var kusk og senere ladefoged på Tjele. Dyre synes ikke at have taget sig videre af hendes utroskab, men hendes far var utilfreds med hendes skandaløse opførsel. I august 1690 skrev han til Christian 5., og han bad kongen give ham tilladelse til at gøre datteren arveløs og på sin egen bekostning anbringe hende på Bornholm. Sidst i september 1690 bad Kancelliet i København om Dyres ord i sagen, ligesom Kancelliet anmodede Stiftamtmanden i Viborg om at undersøge sagen og derefter snarest muligt levere en omhyggelig indberetning. Opløsningen af ægteskabet skete i marts 1691 på baggrund af en kommisionsdom, hvor Dyre beholdt sin medgift, mens Marie Grubbe - der under sagen var sat i husarrest - gik tomhændet ud af ægteskabet. Skilsmissedommen indeholdt den klausul, at hun ikke måtte indgå ægteskab for en offentlig myndighed i Danmark.

### Tredje ægteskab
Efter skilsmissen forbliver Marie Grubbe sammen med Søren Sørensen Møller. De bliver gift, formodentlig i Holsten. De flakker rundt, og først fra 1697 har man igen sikre vidnesbyrd om deres liv. Dette år dukkede de op på Møn, hvor Møller blandt andet arbejdede med de søfolk, som kongen havde stationeret på Møn. Fra 1706 boede de i Borrehuset øst for Stubbekøbing på Falster, hvor de passede færgefarten over Grønsund til Møn. Borrehuset blev opført i 1705 på foranledning af enkedronning Charlotte Amalie. Parret drev gæstgiveri i Borrehuset, som  i øvrigt nedbrændte i 1731. Møller udlagdes under ægteskabet to gange som barnefar. I 1711 skød Møller en mand og dømtes til tre års tvangsarbejde på Bremerholm, og herefter så Marie Grubbe ham ikke igen.

## Sidste leveår
Kendskabet til Marie Grubbes sidste år er meget begrænset, men det vides, at hun i 1714, 1715 og 1716 årligt modtog fattighjælp på to rigsdaler. Det vides ikke med sikkerhed, hvornår hun døde, men det var efter alt at dømme i juni eller juli 1718. Hendes grav kendes ikke.

## Eftermæle
Marie Grubbes bevægede livsløb og sociale nedtur har alle dage vakt interesse, og hendes usædvanlige og tragiske skæbne hører til blandt de yndede emner i dansk litteratur, hvor det ofte kan være vanskeligt at skelne mellem digtning og virkelighed.
Den historiske dokumentation findes blandt andet udgivet i August Fjelstrups Marie Grubbe. En biografisk skitse (1904) og ikke mindst Jens Meiers Om Marie Grubbe (1982), der rummer næsten hele kildematerialet til hendes livshistorie, og senest har hun fået en biografi i Dan H. Andersens Marie Grubbe og hendes tid (2006).
Adskillige forfattere har fra 1700-tallet benyttet Marie Grubbe som motiv. Ludvig Holberg logerede i Borrehuset i 1711 under byldpesten i København, og han skrev om Marie Grubbe i sin Epistel 89 - Mærkelige Ægteskaber (1748). Steen Steensen Blicher baserede en karakter på hende i Brudstykker af en Landsbydegns Dagbog (1824). H.C. Andersen skrev eventyret Hønse-Grethes Familie (1870). J.P. Jacobsens roman Fru Marie Grubbe. Interieurer fra det syttende århundrede (1876) giver en dybtgående psykologisk analyse af hende. Ulla Ryum lod forskellige Marier optræde i skuespillet Marie Grubbe (1985). Juliane Preisler skrev romanen Kysse Marie (1994) om hende. Lone Hørslev skrev romanen Dyrets år (2014) om begivenhederne i Marie Grubbes kærlighedsliv - begær, hemmelige forhold og lyster - i vintermånederne 1666-1667.

### Mulig sygdom
Ifølge neuropsykolog Lise Ehlers udviser Marie Grubbes livsførelse påfaldende mange af de symptomer, som er følger af en skade i hjernens pandelapper. Derfor har hun i artiklen Den faldne frue (1997) foreslået, at Marie Grubbe kan have været svært hjerneskadet.